# Marguerite de Lalancy
Marguerite de Lalancy, née Doris Marguerite Gerig le 6 février 1885 en Allemagne et morte le 31 octobre 1971 à Lausanne, est une photographe suisse d'origine autrichienne, principalement portraitiste.

## Biographie

### Jeunesse et famille
D'origine autrichienne, Doris Marguerite Gerig naît en 1885 en Allemagne, fille de Guillaume Gerig et Hermine Hey,. En 1905, la famille s'établit en Suisse, à Corseaux dans le canton de Vaud. L'année suivante, Marguerite Gerig épouse à Genève Antoine de Lalancy, un photographe d'origine austro-hongroise,. Le couple s'installe à Genève, où Antoine de Lalancy a son atelier — 2 rue de Candolle, puis 3 rue du Mont-Blanc.
En 1921, Marguerite de Lalancy donne naissance à Lausanne à un garçon, Guy. Veuve en 1926, elle est naturalisée suisse en 1930, tout comme son fils. Étudiant en chimie, ce dernier meurt accidentellement en 1943, alors qu'il sert à l'armée avec le grade de caporal,. Son nom est donné a un prix d'excellence décerné par le collège secondaire de Béthusy à Lausanne.

### Carrière
Formée à la photographie aux côtés de son mari, Marguerite de Lalancy ouvre en 1919 à Lausanne — 5, place Saint-François (maison Manuel, 4e étage) — un atelier succursale de celui de Genève, dont elle assure elle-même la direction,. Le lieu devient rapidement « un des meilleurs salons de photographie d'art » de la ville et Marguerite de Lalancy une portraitiste reconnue d'enfants, de femmes, de familles, et de personnalités vaudoises. Elle s'établit principalement à Lausanne après la mort de son mari, en 1926, tout en continuant un temps d'officier ponctuellement rue du Mont-Blanc à Genève.
À l'issue de près de 50 ans d'exercice à Lausanne, Marguerite de Lalancy meurt en 1971. Sans héritier direct, elle lègue par testament la presque totalité de sa fortune, soit 260 000 francs, à des œuvres de bienfaisance et d'utilité publique. Son fonds photographique, comprenant 40 000 tirages et négatifs, est déposé à la Bibliothèque cantonale et universitaire de Lausanne.

## Collections
- Fonds Marguerite de Lalancy, Bibliothèque cantonale et universitaire de Lausanne[14]
- Collections des musées de la Ville de Lausanne[15]

## Expositions collectives
- Lausanne. Regards sur la ville, 1900-1939, Lausanne, Musée historique, 2001[16]
- Vom General zum Glamour Girl, Bern, Bibliothèque nationale suisse, 2006

## Iconographie
- Photographie d'identité de Marguerite de Lalancy, 1958, fiche d'immigration, Brésil, Arquivo Nacional, Rio de Janeiro[2]